# Fričovce
Fričovce és un poble i municipi d'Eslovàquia. Es troba a la regió de Prešov, al nord del país. La primera referència escrita de la vila data del 1320.

## Demografia
| Godina             | 1994 | 2004   | 2014   | 2024   |
| ------------------ | ---- | ------ | ------ | ------ |
| Nombre de persones | 1060 | 1079   | 1116   | 1117   |
| Diferència         |      | +1,79% | +3,42% | +0,08% |

| Godina             | 2023 | 2024   |
| ------------------ | ---- | ------ |
| Nombre de persones | 1133 | 1117   |
| Diferència         |      | −1,41% |